# بیلستون
longitudeبیلستونlatitudeبیلستون
بیلستون (به انگلیسی: Bilston) یک منطقهٔ مسکونی در انگلستان است که در میدلند غربی واقع شده‌است.